# Писанец (Свердловская область)
Пи́санец — село в Артёмовском муниципальном округе Свердловской области России.

## Географическое положение
Село расположено в 16 километрах (по автодороге в 18 километрах) к востоку от города Артёмовского, на левом берегу реки Ирбит (правого притока реки Ницы). Почва суглинистая и каменистая. В полутора километрах севернее села расположен остановочный пункт Писанец Свердловской железной дороги.

## История
Поселение названо по скале Писанец, расположенной на противоположном берегу реки. До настоящего времени здесь сохранились следы письма неизвестного народа и языка. Поселение основано в 1645 году. Первыми поселенцами села были выходцы из Устюжского уезда Вологодской губернии, главным занятием которых было хлебопашество.

### Прокопиевская церковь
Первая деревянная церковь была построена в 1750 годах и была освящена во имя святого Прокопия Устюжского чудотворца. В 1781 году церковь сгорела и на её месте в 1793 году была построена новая деревянная церковь, которая была освящена во имя того же святого. Церковь существовала до 1870 годов, когда была продана в село Егоршинское. Третий каменный однопрестольный храм был сооружён на средства прихожан и освящён во имя святого Прокопия 8 октября 1850 года. Для помещения причта имелся один общественный дом. Церковь была закрыта в 1930 году и снесена.

### Школа
В 1886 году была организована смешанная церковно-приходская школа, которая помещалась в собственном здании.

## Население
| 2002 | 2010 | 2021 |
| ---- | ---- | ---- |
| 597  | ↘583 | ↘430 |

## Инфраструктура
В селе Писанец 13 улиц: 8 Марта, Декабристов, Заключевье, Калинина, Красная Горка, Ленина, Набережная, Павлика Морозова, Советская, Трактовая и Школьная; 2 переулка: Космонавтов и Красная Горка.